# Peñonvrouw
De Peñonvrouw (of Peñonvrouw III) is de naam die gegeven is aan de menselijke overblijfselen, met inbegrip van een schedel, van een paleoindiaanse vrouw, gevonden in 1959 in de oude bedding van een meer in Pueblo Peñon de los Baños in Mexico-Stad.

## Vondst
Peñonvrouw III werd gevonden op een eiland in het Texcocomeer. De ouderdom van het skelet is middels koolstofdatering geschat op 10.755 ± 55 jaar (12.705 cal. j.) BP, door Silvia Gonzalez van Liverpool John Moores University. Ze is een van de oudste menselijke overblijfselen die gevonden zijn in de Amerika's. Volgens Gonzalez deelde de Peñonvrouw enige fysieke kenmerken met de historische Pericú van Baja California.